# Franz Eilmansberger
Franz Eilmansberger (* 12. Dezember 1921 in Sarleinsbach; † 21. Jänner 2022) war ein österreichischer Ingenieur.

## Leben
Eilmansberger bekleidete bis 1986 den Posten des bautechnischen Direktors der Oberösterreichischen Kraftwerke AG, nachdem er dort mehr als 30 Jahre vorher als Sachbearbeiter begonnen hatte. In seiner Funktion als bautechnischer Direktor baute er die beiden Traunkraftwerke Marchtrenk und Traun-Pucking und erstellte den gesamten weiteren Ausbauplan für die Traun.
Von 1975 bis 1986 war er außerdem als Vorstandsdirektor mit der Leitung des technischen Ressorts der Ennskraftwerke AG betraut. Unter seiner Leitung wurde das Kraftwerk Klaus fertig gebaut sowie die Umstellung der bestehenden Kraftwerke auf moderne Turbinenanlagen vollzogen.
Am 29. Mai 1972 verlieh ihm Bundespräsident Franz Jonas das Silberne Ehrenzeichen für Verdienste um die Republik Österreich.